# Spoorlijn Saint-André-de-Cubzac - Saint-Ciers-sur-Gironde
De spoorlijn Saint-André-de-Cubzac - Saint-Ciers-sur-Gironde was een Franse spoorlijn van Saint-André-de-Cubzac naar Saint-Ciers-sur-Gironde. De lijn was 51 km lang. 

## Geschiedenis
De lijn werd in gedeeltes geopend door de Société générale des chemins de fer économiques, van Blaye naar Saint-Ciers-sur-Gironde op 15 mei 1888 en van Saint-André-de-Cubzac naar Blaye op 11 november 1889. Op 6 januari 1954 werd het gedeelte tussen Saint-André-de-Cubzac en Blaye gesloten, het gedeelte tussen Blaye en Saint-Ciers-sur-Gironde sloot op 31 december 1970.

## Aansluitingen
In de volgende plaatsen is of was er een aansluiting op de volgende spoorlijnen:
Saint-André-de-Cubzac
RFN 500 000, spoorlijn tussen Chartres en Bordeaux-Saint-Jean
Blaye
RFN 547 000 tussen Saint-Mariens-Saint-Yzan en Blaye
RFN 547 506, havenspoorlijn Blaye

## Galerij

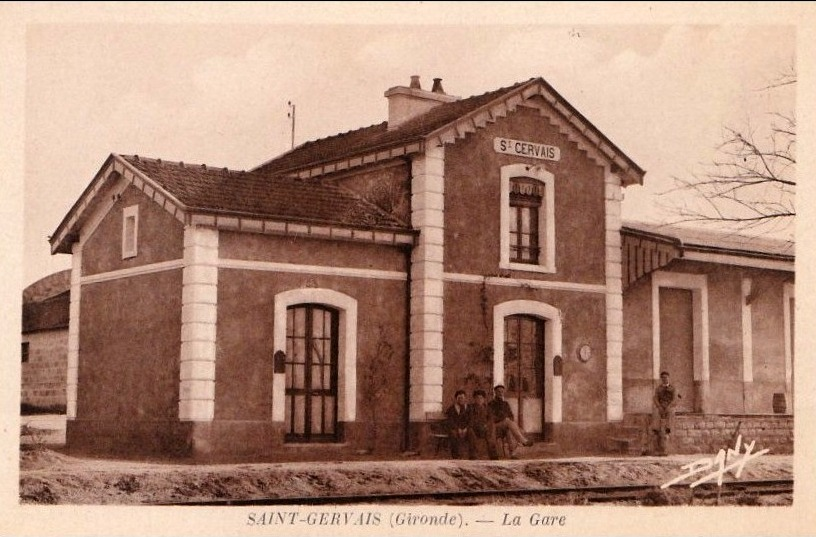
Station Saint-Gervais.
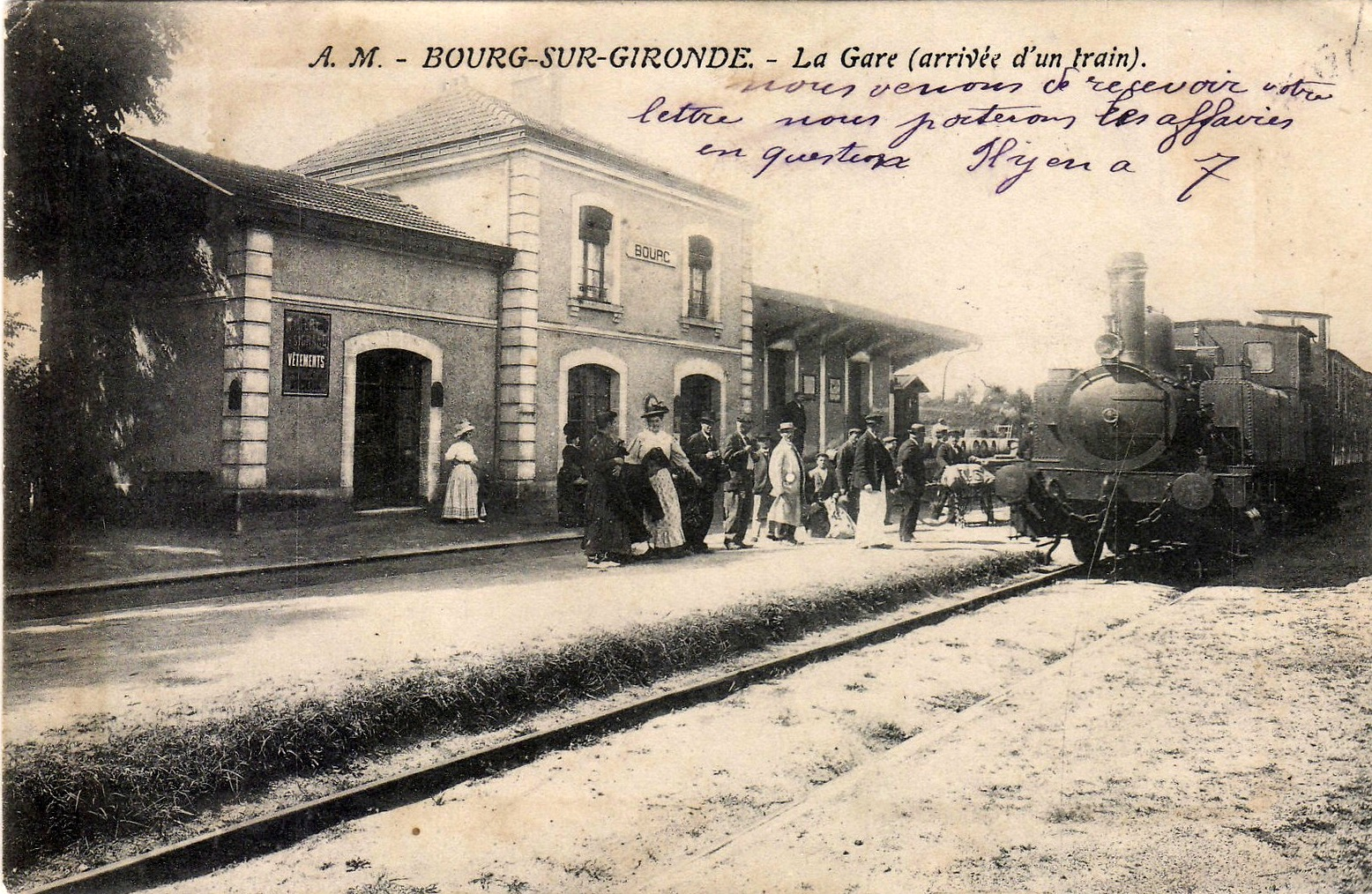
Station Bourg-sur-Gironde.